# Poste de garde du Goudsberg
Le poste de garde du Goudsberg était un bâtiment de surveillance ou une tour de guet de l'époque romaine tardive sur la colline du Goudsberg (nl) dans la commune de Fauquemont-sur-Gueule dans le sud du Limbourg néerlandais. Le poste de garde a probablement été construit pour empêcher les raids francs.

## Localisation
Le terrain sur lequel ont été retrouvées les fondations de ce bâtiment est situé sur la Steenstraat entre la petite ville de Fauquemont et le hameau de Walem (Pays-Bas) (près de Schin op Geul). Durant la période romaine cette zone était dans les environs de la Via Belgica, une route principale menant de Tongres (Atuatuca Tungrorum) via Maastricht (Mosa Trajectum) et Heerlen (Coriovallum) vers Cologne (Colonia Claudia Ara Agrippinensium). L'itinéraire exact de cette route n'est pas encore totalement connu. La tour, bien que construite sur le point culminant du Goudsberg (140 m d'altitude), offrait une vue sur une grande partie de la vallée de la Gueule (rivière), en particulier vers l'ouest où il y avait un certain nombre de grands complexes de 'villae' (i.e. la Villa romaine Valkenburg-Vogelenzang (nl) ou villa Ravensbosch, la Villa romaine Houthem-Rondenbos (nl) ou villa Kloosterbos et la Villa romaine Meerssen-Onderste Herkenberg (nl) ou villa Herkenberg).

## Histoire
À partir de 1870, on savait qu'un édifice en pierre entouré de douve avait été érigé à l'époque romaine. Probablement le terrain a été examiné par le prêtre et archéologue amateur Jozef Habets, qui était aumônier à proximité à Berg en Terblijt.

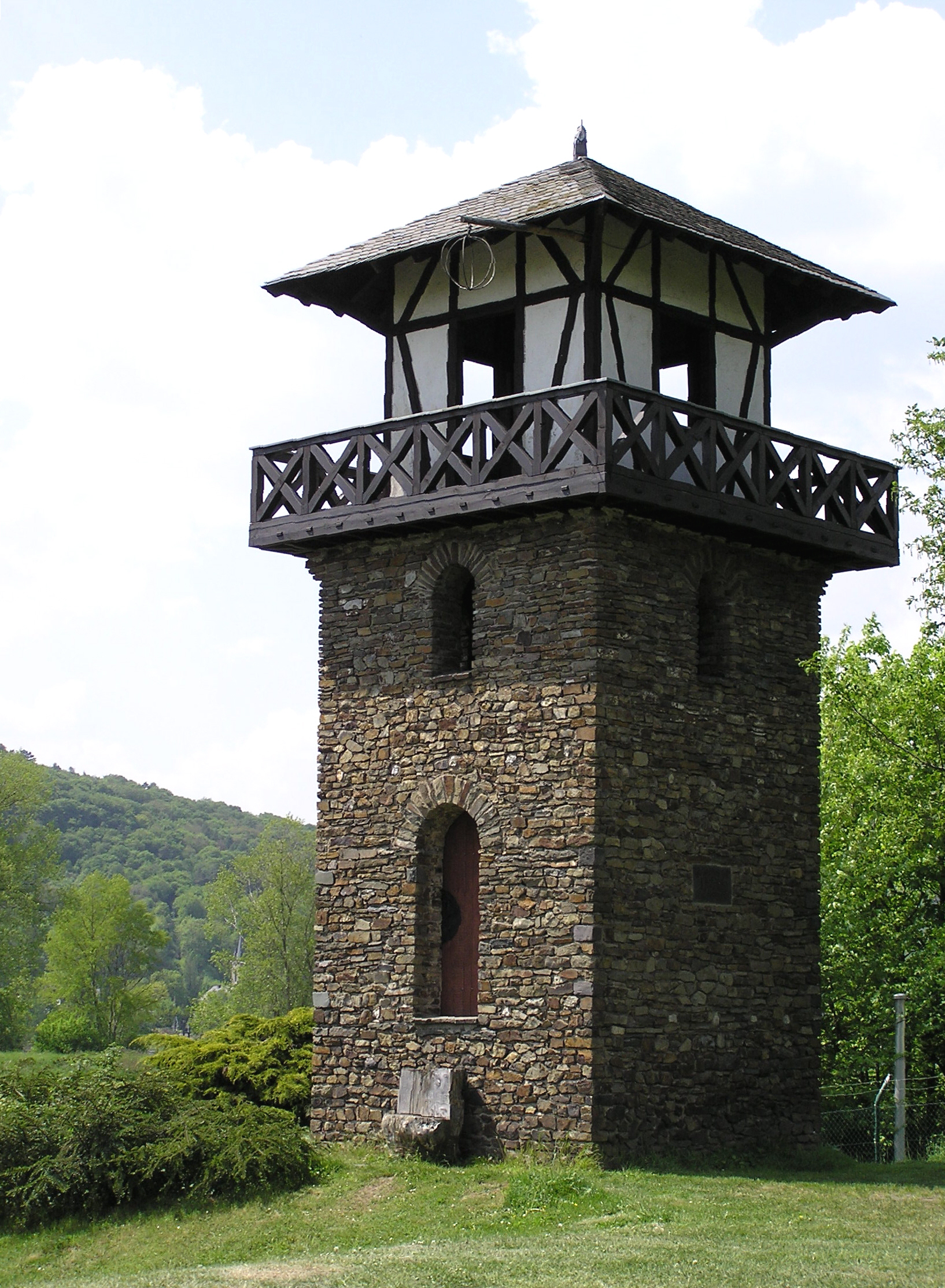
Reconstitution d'une tour de garde à Rheinbrohl.

En 1916, une autre fouille archéologique a eu lieu sur le site, dirigée par Jan Hendrik Holwerda, directeur du Rijksmuseum van Oudheden, le musée national des Antiquités de Leyde. Ce faisant les fondations d'une tour de guet romaine ont été exposées sur une élévation artificielle pour des dimensions de 8,8 × 12,2 m. Le mur entourant la structure était épais de 90 cm. Le matériau de construction était constitué de blocs de pierre calcaire de Kunrade taillés et liés de manière assez régulière. Certaines pierres présentaient des traces de feu, comme une partie de l'argile correspondant au niveau du sol qui était couleur rouge brûlé. La tour de guet a été datée d'après Holwerda sur la base de cinq pièces de monnaie trouvées sur place et d'autres vestiges du terrain vers 300 de notre ère.
Les recherches effectuées plus tard ont indiqué une date possible entre 310 et 360 après J-C, pour lesquelles une relation avec la construction du castellum de Maastricht (333 après J-C) pourrait être faite. Les fondations relativement légères et les petites dimensions de la tour suggèrent qu'il s'agissait d'une tour de guet améliorée, conçue uniquement comme un poste de police occupé de façon temporaire près de la Via Belgica. Dans la région, plusieurs fossés ont été relevés, ce qui a conduit à la théorie selon laquelle la tour romaine a été construite dans le coin sud-est d'un plus grand renfort de l'âge du fer.
Ce terrain est protégé depuis 1986 en tant que monument national. En 2001, la Fondation pour la Conservation des Petits Éléments Paysagers du Limburg (Stichting Instandhouding Kleine Landschapselementen in Limburg ou IKL) a réaménagé la zone autour de la tour : les arbres et arbustes qui se trouvaient sur les fondations et les remparts ont été enlevés, car les racines des arbres menaçaient le monument. La même année, le ministère de l'Éducation, de la Culture et de la Science (Ministerie van Onderwijs, Cultuur en Wetenschappen ou MOCW) a fourni plus de 260 000 euros pour la mise en place d'une "fenêtre temporelle numérique" dans les vestiges de la tour romaine du Goudsberg. Le dispositif fenêtre temporelle se compose d'une caméra vidéo, d'un ordinateur et d'un écran tactile, dans lequel des reconstructions tridimensionnelles de la structure sont projetées sur des images vidéo en direct du site.

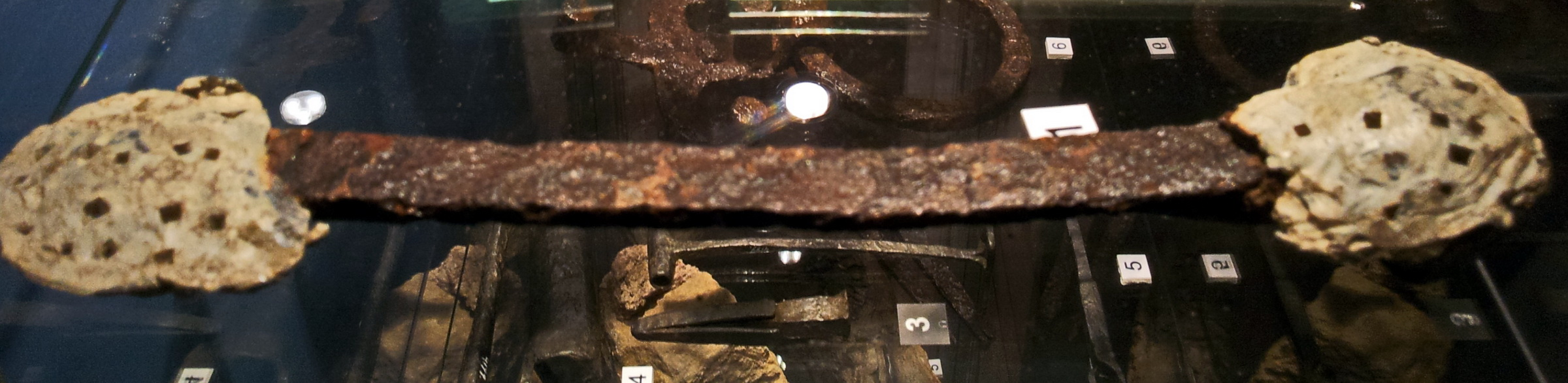
Barre de fer avec des extrémités de plomb, trouvée sur le Goudsberg (Thermenmuseum, Heerlen).

En septembre 2002 , une équipe du Bureau national de recherche sur les sols anciens (Rijksdienst voor het Oudheidkundig Bodemonderzoek) a réalisé une autre étude sur le Goudsberg. La fouille a confirmé la présence des fondations de la tour, qui semblaient être en meilleur état que prévu. Il a été également montré qu'autour du plateau artificiellement élevé, courrait un fossé de 7 mètres de large et de 4 mètres de profondeur. À l'intérieur du fossé, il y avait un mur de terre peut-être surélevé d'une palissade,. En 2002 une étude de l'archéo-botaniste de Leyde prof. Corrie Bakels, sur la végétation dans les environs de la tour a également été publiée, basée entre autres sur des traces de plantes dans le remplissage du fossé, directement à l'ouest des fondations du bâtiment. Les recherches ont montré que le paysage du Goudsberg était relativement ouvert, ce qui est prévisible dans une situation militaire. Alors que le grain était cultivé sur le plateau, une végétation composée d'ifs était dominante autour de la tour de guet.

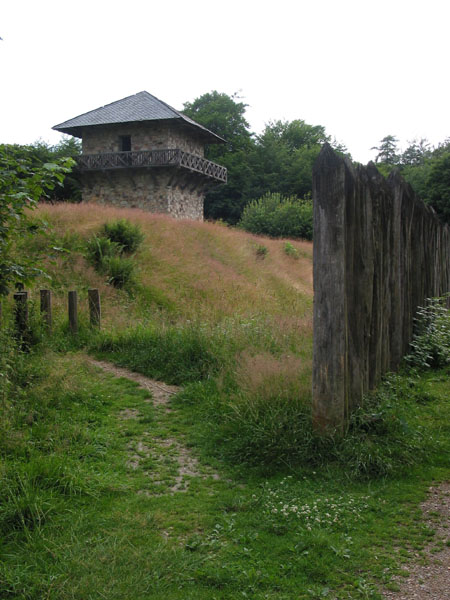
Reconstitution d'une tour du Limes à Kastell Zugmantel en Allemagne, plus importante que le poste de garde du Goudsberg.

### Sources, notes
- Bazelmans, J., C. Bakels en M. Kocken, 'De Romeinse wachtpost op de Goudsberg. Een verslag van de opgraving Valkenburg aan de Geul 2002' (Le poste de garde romain sur le Goudsberg. Un rapport de la fouille Fauquemont-sur-Gueule), in: Historische en Heemkundige studies in en rond het Geuldal (Études historiques et civiles dans et autour de la vallée de la Gueule) (Jaarboek 2004), p. 61-86
- Enckevoort, H. van, en J. Hendriks, 'Het platteland van Romeins Limburg' (La campagne du Limbourg romain), in: P. Tummers e.a. (red.), Limburg. Een geschiedenis, deel 1, tot 1500 ('Une histoire, tome 1, jusqu'à 1500'), p. 115-152. LGOG, Maastricht, 2015
- Groen, L.J., 'Gallo-Romeins & Goudsberg Valkenburg a/d Geul (NL)', sur le site web arbannig.blogspot.nl
- Weusten, F., 'Romeinse wachtpost op de Goudsberg' (Tour de garde romaine sur le Goudsberg), sur le site web heemkundesjin.nl (PDF)